# Julia Kristeva
Julia Kristeva (bugarski: Юлия Кръстева), (Sliven, Bugarska 24. lipnja 1941.) je bugarska lingvistica, filozofkinja, psihoanalitičarka i feministica, koja živi i djeluje u Parizu. Profesor emeritus pri sveučilištu Université Paris VII – Diderot.

## Životopis
Kristeva je doktorirala 1966. godine na sveučilištu u Sofiji, poslije čega emigrira u Francusku. Ubrzo upoznaje vodeće francuske intelektualce kao što su Roland Barthes, Hélène Cixous, Michel Foucault i Jacques Derrida. 
Kristeva je osim lingvistike djelovala i u okvirima književne znanosti i teorije spolova. Na njen stvaralački rad su utjecali Jacques Lacan, Ferdinand de Saussure, John Searle i Sigmund Freud, a ona sama se bavila idejama strukturalizma, semiotike i feminizma. Jedna od njenih zasluga je u tome što je lansirala pojam intertekstualnost unutar književne znanosti.
Kristeva vidi rođenje kao najveće odvajanje u čovjekovom životu pošto se čovjek u tom činu razdvaja od svog tijela, što je prolazna faza koja daje plodno tlo za ulaz u ljudsko društvo. Prema Kristevoj, stvara se jezička sposobnost u interakciji u procesu razdvajanja s majkom i ljudskog društva; a jezik se sastoji i od znakova i psihe. 
Kao književna teoretičarka zalaže se za teoriju da se proces tumačenja sastoji od semiotike i psihoanalize. Na taj način ona spaja strukturalistički pogled na znak sa psihonalitičkom teorijom o simboličnom podtekstu napravljenom u unutarnjim procesima kako kod govornika tako i kod slušatelja. Vezu između semiotike i simbolike, Kristeva opisuje kao dijalektičku u kojoj bi trebala vladati ravnoteža.

## Radovi (izbor)
- Séméiôtiké: recherches pour une sémanalyse
- La Révolution Du Langage Poétique: L'avant-Garde À La Fin Du Xixe Siècle, Lautréamont Et Mallarmé
- About Chinese Women
- Powers of Horror: An Essay on Abjection
- In the Beginning Was Love: Psychoanalysis and Faith
- Black Sun: Depression and Melancholia
- Nations without Nationalism
- New Maladies of the Soul
- Crisis of the European Subject
- Female Genius: Life, Madness, Words: Hannah Arendt, Melanie Klein, Colette: A Trilogy
- Strangers to Ourselves
- Hannah Arendt: Life is a Narrative
- Hatred and Forgiveness

## Vanjske poveznice
- Julia Kristeva - Životopis